# Yaël
Yaël (en hébreu : יעל) est un prénom féminin devenu épicène. En français, il peut être écrit avec tréma ou sans tréma, ou bien encore sous la forme de « Yaëlle ». Il est fêté le 13 juillet ou le 19 octobre avec Joël.
Le correspondant étymologique arabe est le mot وَعِل (waʕil) : mouflon, argali. 
Ce prénom existe par ailleurs également en basque, et en français.
En 2013, en Belgique, il y avait 146 Yaël et 15 Yael (prénoms masculins), ainsi que 279 Yaël, 234 Yaëlle, 109 Yael, 42 Yaelle et 5 Yaëll (prénoms féminins) — soit un total de 830 personnes.

## Bible
- Yaël, un personnage biblique mentionné dans le Livre des Juges.

## Prénom
- Yaël Abecassis
- Yaël André
- Yael Azoulay
- Yaël Braun-Pivet
- Yael Dayan
- Yaël Goosz
- Yaël Hassan
- Yael Lerer
- Yael Naim
- Yael Nazé
- Yaël Pachet
- Yael Ronen
- Yael Grobglas

- Voir aussi : Tous les articles commençant par « Yaël »